# Mundo Mágico
El Mundo Mágico (en inglés, Wizarding World) constituye una franquicia de medios del género fantástico y un universo narrativo compartido, cuyo eje central es la serie de novelas Harry Potter escritas por J. K. Rowling. Desde el año 2000 hasta 2022, se estrenaron once películas: ocho corresponden a adaptaciones directas de las novelas y tres integran la saga derivada Animales fantásticos. Warner Bros. Pictures posee los derechos de las películas y asume su distribución. A lo largo de su trayectoria, el Mundo Mágico superó los US$9 600 millones en taquilla mundial, lo que lo consolidó como la cuarta franquicia más lucrativa de la historia del cine.
David Heyman produjo todas las entregas a través de su compañía Heyday Films. Chris Columbus y Mark Radcliffe participaron como productores únicamente en El prisionero de Azkaban (2004). A partir de La Orden del Fénix (2007), David Barron se incorporó a la producción y continuó hasta Las reliquias de la Muerte: parte 2 (2011). Rowling colaboró con Heyman y Barron en las dos últimas películas de la saga principal. Para las entregas de Animales fantásticos, Heyman, Rowling, Steve Kloves y Lionel Wigram asumieron la producción en conjunto, mientras que Tim Lewis se incorporó al equipo en la tercera película. Diversos directores y guionistas encabezaron los proyectos, mientras que los elencos, compuestos por numerosos intérpretes, adoptaron una estructura de reparto coral. Figuran recurrentemente actores como Daniel Radcliffe, Rupert Grint, Emma Watson, Tom Felton, Michael Gambon, Ralph Fiennes, Alan Rickman, Maggie Smith, Helena Bonham Carter, Gary Oldman, Eddie Redmayne, Katherine Waterston, Alison Sudol y Dan Fogler. Jude Law y Johnny Depp integraron dos producciones cada uno. Para cada película se publicó un álbum con su respectiva banda sonora. La franquicia abarca también la obra de teatro Harry Potter y el legado maldito (2016-presente), la plataforma digital Wizarding World Digital, el sello de videojuegos Portkey Games y atracciones temáticas bajo el nombre The Wizarding World of Harry Potter en diversos parques de atracciones operados por Universal Destinations & Experiences.
La primera película del Mundo Mágico, La piedra filosofal (2001), dio inicio a una serie de siete secuelas, que se extendió desde La cámara secreta (2002) hasta Las reliquias de la Muerte: parte 2, estrenada casi una década después. Animales fantásticos y dónde encontrarlos (2016) inauguró la serie precuela Animales fantásticos, que incluye dos continuaciones: Los crímenes de Grindelwald (2018) y Los secretos de Dumbledore (2022). El primer videojuego narrativo asociado a la marca, Hogwarts Legacy, llegó al mercado en 2023. Actualmente, Warner Bros. desarrolla una serie televisiva para HBO, con el objetivo de adaptar cada una de las siete novelas originales en una temporada individual.

## Películas deHarry Potter
| Película                                           | Lanzamiento             | Director       | Escritor           | Productor                                     |
| -------------------------------------------------- | ----------------------- | -------------- | ------------------ | --------------------------------------------- |
| Harry Potter y la piedra filosofal                 | 16 de noviembre de 2001 | Chris Columbus | Steve Kloves       | David Heyman                                  |
| Harry Potter y la cámara secreta                   | 15 de noviembre de 2002 | Chris Columbus | Steve Kloves       | David Heyman                                  |
| Harry Potter y el prisionero de Azkaban            | 31 de mayo de 2004      | Alfonso Cuarón | Steve Kloves       | David Heyman, Chris Columbus y Mark Radcliffe |
| Harry Potter y el cáliz de fuego                   | 18 de noviembre de 2005 | Mike Newell    | Steve Kloves       | David Heyman                                  |
| Harry Potter y la Orden del Fénix                  | 11 de julio de 2007     | David Yates    | Michael Goldenberg | David Heyman y David Barron                   |
| Harry Potter y el misterio del príncipe            | 15 de julio de 2009     | David Yates    | Steve Kloves       | David Heyman y David Barron                   |
| Harry Potter y las reliquias de la Muerte: parte 1 | 16 de noviembre de 2010 | David Yates    | Steve Kloves       | David Heyman, David Barron y J. K. Rowling    |
| Harry Potter y las reliquias de la Muerte: parte 2 | 15 de julio de 2011     | David Yates    | Steve Kloves       | David Heyman, David Barron y J. K. Rowling    |

### Harry Potter y la piedra filosofal(2001)

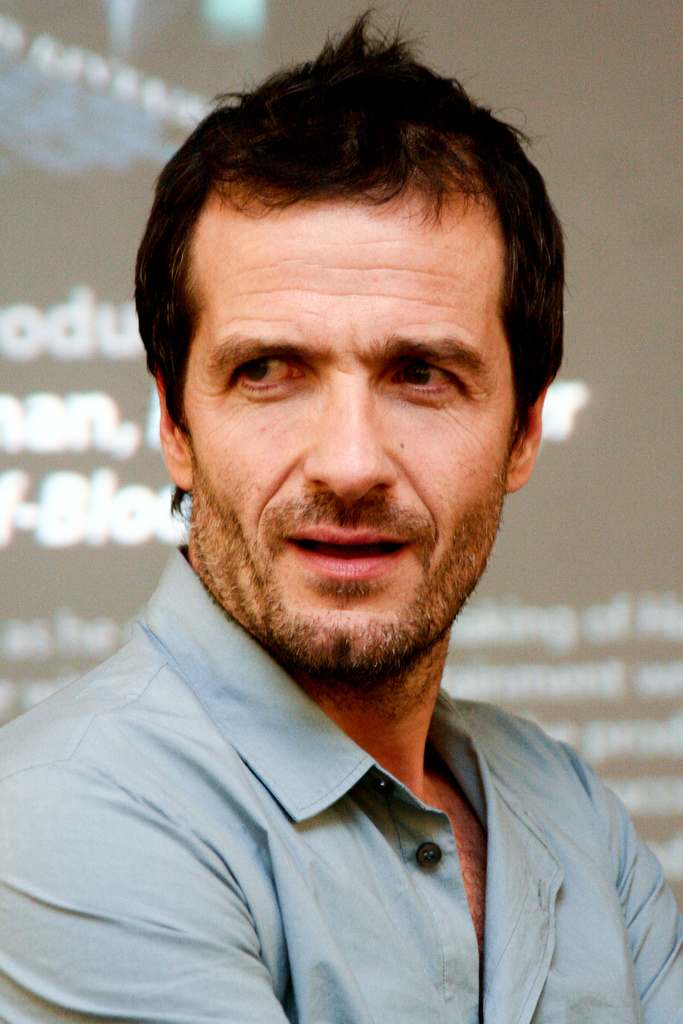
David Heyman ha producido todas las películas del mundo mágico.

En el año de 1991 Harry Potter, un niño huérfano aparentemente normal de once años, es en realidad un mago y un sobreviviente del intento de lord Voldemort por ascender al poder. Harry es rescatado por Rubeus Hagrid de sus desagradables parientes no magos o muggles (los Dursley) y toma su lugar en la Escuela de Magia y Hechicería de Hogwarts, donde él y sus amigos Ron Weasley y Hermione Granger se enredan en el misterio de la Piedra Filósofal, que es Mantenida dentro de la escuela.
En octubre de 1998, Warner Bros. adquirió los derechos cinematográficos de las cuatro primeras novelas de la serie de fantasía Harry Potter de la escritora JK Rowling por una suma de siete cifras,  después de un lanzamiento del productor David Heyman. Warner Bros. prestó especial atención a los deseos y pensamientos de Rowling sobre las películas al redactar su contrato. Una de sus principales estipulaciones fue que las rodaran en Gran Bretaña con un elenco de todos británicos, al que generalmente se ha adherido. El 8 de agosto del año 2000, el prácticamente desconocido Daniel Radcliffe y los recién llegados Rupert Grint y Emma Watson Fueron seleccionados para interpreta al protagonista Harry Potter, y a sus compañeros Ron Weasley y Hermione Granger. Chris Columbus fue contratado para dirigir la adaptación cinematográfica de La piedra filosofal, con Steve Kloves seleccionado para escribir el guion. La filmación comenzó el 29 de septiembre de 2000 en Leavesden Studios y concluyó el 23 de marzo de 2001, y el trabajo final se realizó en julio. El rodaje tuvo lugar el 2 de octubre de 2000 en la estación North Yorkshire de tren Goathland. Warner Bros. inicialmente había planeado estrenar la película durante el fin de semana del 4 de julio de 2001, lo que provocó un período de producción tan corto que varios directores propuestos dejaron de ser considerados. Debido a limitaciones de tiempo, la fecha se retrasó, y Harry Potter y la piedra filosofal fueron liberados en el Reino Unido y los Estados Unidos el 16 de noviembre de 2001.

### Harry Potter y la cámara secreta(2002)
En 1992 Harry, Ron y Hermione regresan a Hogwarts para su segundo año, pero se abre una cámara misteriosa, oculta en la escuela, dejando a los estudiantes y fantasmas petrificados por un agente desconocido. Deben resolver el misterio de la cámara y descubrir su entrada para encontrar y derrotar al verdadero culpable.
Columbus y Kloves regresaron como director y guionista para la adaptación cinematográfica de la Cámara de los secretos. Solo tres días después de la gran liberación de la primera película, la producción comenzó el 19 de noviembre de 2001, en Surrey, Inglaterra, con la filmación continua de la ubicación en la Isla de Man y en varios otros lugares en Gran Bretaña. Leavesden Studios en Londres hizo varias escenas para Hogwarts. El rodaje concluyó en el verano de 2002. La película pasó hasta principios de octubre en la postproducción. Harry Potter y la Cámara de los Secretos se estrenaron en el Reino Unido el 3 de noviembre de 2002, antes de su lanzamiento general el 15 de noviembre, un año después de la Piedra Filosofal.

### Harry Potter y el prisionero de Azkaban(2004)
A principios de 1993 un misterioso convicto, Sirius Black, se escapa de Azkaban y se fija en Hogwarts, donde los Dementores están estacionados para proteger a Harry y sus compañeros. Harry aprende más sobre su pasado y su conexión con el prisionero fugado. El profesor Lupin le enseña a Harry un hechizo avanzado para ayudarlo. Los gemelos Weasley, Fred y George, le dan a Harry un mapa mágico de Hogwarts (el Mapa del Merodeador), que Harry guarda para el resto de la serie.
Columbus, el director de las dos películas anteriores, decidió no volver a dirigir la tercera entrega, pero se mantuvo como productor junto a Heyman. Warner Bros. luego elaboró una lista corta de tres nombres para el reemplazo de Columbus, que incluían a Callie Khouri, Kenneth Branagh (quien interpretó a Gilderoy Lockhart en la Cámara de los Secretos) y al eventual director Alfonso Cuarón. Inicialmente, Cuarón estaba nervioso por aceptar el trabajo al no haber leído ninguno de los libros o haber visto las películas, pero luego se inscribió después de leer la serie y se conectó de inmediato con la historia. Michael Gambon reemplazó a Richard Harris, quien interpretó a Albus Dumbledore en las dos películas anteriores, luego de la muerte de Harris en octubre del año 2002. Gambon no estaba preocupado por mejorar o copiar a Harris, sino que proporcionó su propia interpretación, incluso usando un ligero acento irlandés para el papel. Completó sus escenas en tres semanas. Gary Oldman fue elegido para el papel clave de Sirius Black en febrero de 2003. El rodaje comenzó el 24 de febrero de 2003, en Leavesden Studios, y concluyó en octubre de 2003. Harry Potter y el Prisionero de Azkaban se estrenó el 23 de mayo de 2004 en Nueva York. Fue lanzado en el Reino Unido el 31 de mayo, y en los Estados Unidos el 4 de junio. Fue la primera película de la serie que tuvo estrenó en teatros convencionales e IMAX.

### Harry Potter y el cáliz de fuego(2005)
En 1994 después de la Copa Mundial de Quidditch, Harry regresa a Hogwarts y se encuentra inscrito en el Torneo de los Tres Magos, una competencia desafiante que implica completar tres tareas peligrosas. Harry se ve obligado a competir con otros tres magos elegidos por el cáliz de fuego: Fleur Delacour, Viktor Krum y Cedric Diggory.
En agosto del 2003, el director de cine británico Mike Newell fue elegido para dirigir la película después de que el director del Prisionero de Azkaban, Alfonso Cuarón, anunció que no dirigiría la secuela. Heyman volvió a producir, y Kloves escribió nuevamente el guion. El rodaje comenzó el 4 de mayo de 2004. Las escenas de los actores principales de la película comenzaron a rodarse el 25 de junio de 2004 en los estudios de cine Leavesden de Inglaterra. Harry Potter y el cáliz de fuego se estrenaron el 6 de noviembre de 2005 en Londres, y fue lanzado en el Reino Unido y los Estados Unidos el 18 de noviembre. El Cáliz de Fuego fue la primera película de la serie en recibir una calificación PG-13 de la Motion Picture Association of America (MPAA) por "secuencias de violencia de fantasía e imágenes aterradoras", M de Australian Classification Board (ACB), y un 12A por la Junta Británica de Clasificación de Películas (BBFC) por sus temas oscuros, violencia de fantasía, amenaza e imágenes aterradoras.

### Harry Potter y la Orden del Fénix(2007)

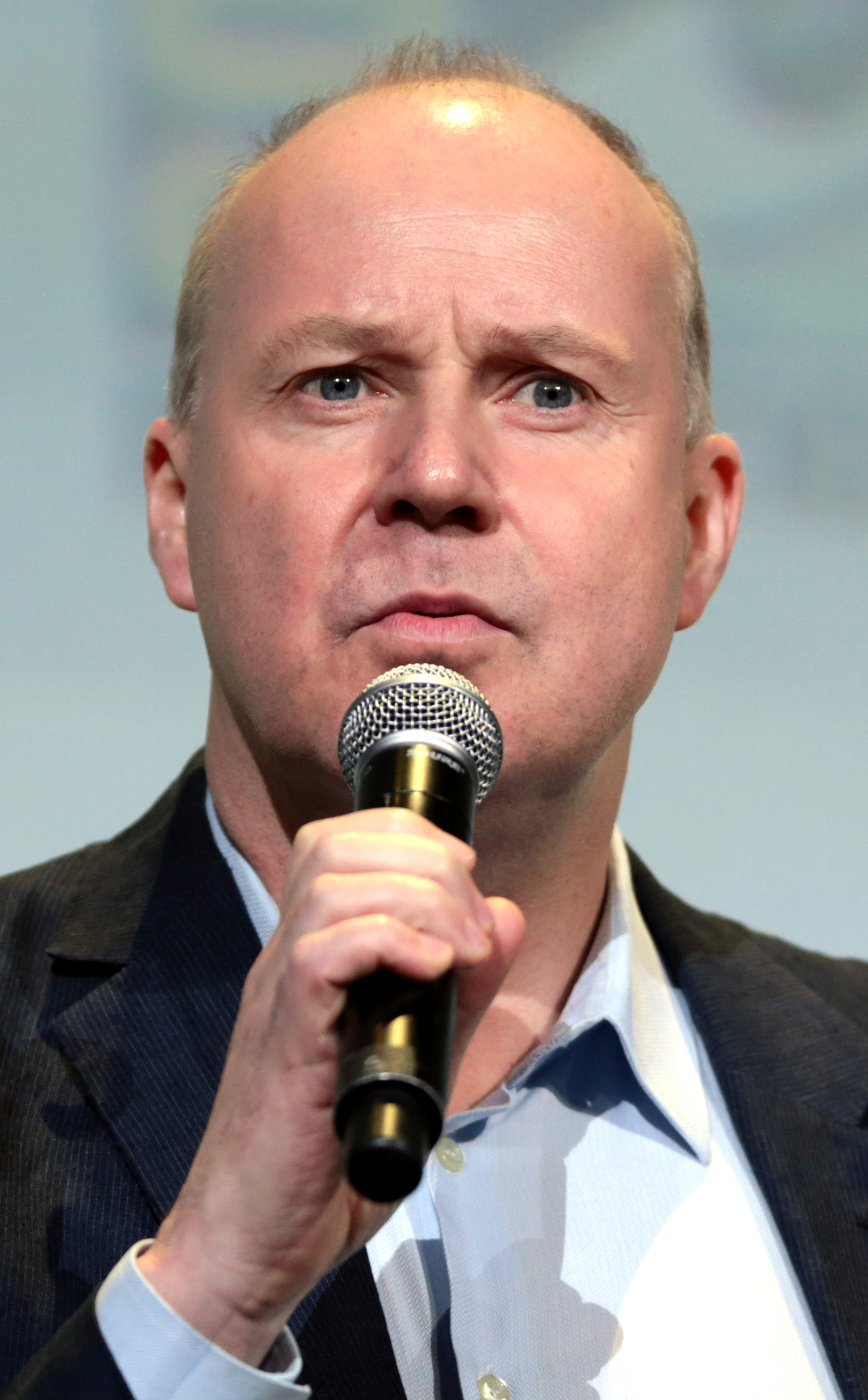
David Yates ha dirigido todas las películas de la franquicia desde La orden del fénix.

David Yates ha dirigido todas las películas de la franquicia desde La orden del Fénix. Es el año 1995 y
Harry regresa por quinto año a Hogwarts y descubre que el Mundo Mágico niega el regreso de Voldemort. Él toma el asunto en sus propias manos y comienza una organización secreta para luchar contra el régimen de Dolores Umbridge, el "Alto inquisidor" de Hogwarts, así como para aprender la práctica Defensa contra las Artes Oscuras (DCAO, por sus siglas) para la próxima batalla.
Daniel Radcliffe confirmó que regresaría como Harry Potter en mayo de 2005, con Rupert Grint, Emma Watson, Matthew Lewis (Neville Longbottom) y Bonnie Wright (Ginny Weasley) confirmados para regresar en noviembre del 2005. En febrero de 2006, Helen McCrory  fue elegida como Blatrix Lestrange, pero se retiró debido a su embarazo. En mayo de 2006, Helena Bonham Carter fue elegida en su lugar. Ralph Fiennes repite su papel como lord Voldemort. El director de televisión británico David Yates fue elegido para dirigir la película después de que el director Newell del Cáliz de fuego, así como Jean-Pierre Jeunet, Guillermo del Toro, Matthew Vaughn y Mira Nair, rechazaran las ofertas. Kloves, el guionista de las primeras cuatro películas de Harry Potter, tenía otros compromisos y Michael Goldenberg, quien había sido considerado como guionista de la primera película de la serie, completó el guion. El rodaje comenzó el 7 de febrero de 2006 y concluyó a principios de diciembre de 2006. La filmación tuvo una pausa de dos meses a partir de mayo de 2006 para que Radcliffe pudiera sentarse en sus niveles de A/S y Watson en sus exámenes de GCSE.  La filmación de acción en vivo tuvo lugar en Inglaterra y Escocia para ubicaciones exteriores y en Leavesden Studios para ubicaciones interiores. Harry Potter y la Orden del Fénix tuvieron su estreno mundial el 28 de junio de 2007 en Tokio, Japón, y un estreno en el Reino Unido el 3 de julio de 2007 en el Odeon Leicester Square de Londres. La película se estrenó en el Reino Unido el 12 de julio, y en Estados Unidos el 11 de julio.

### Harry Potter y el misterio del príncipe(2009)
En 1996 Voldemort y sus Mortífagos están aumentando su terror en los mundos Mago y Muggle. Al necesitarlo por una razón importante, el director Dumbledore convence a su viejo amigo Horace Slughorn para que regrese a su puesto anterior en Hogwarts. Durante la clase de Pociones de Slughorn, insta a Harry a tomar posesión de un libro escolar extrañamente anotado, que anteriormente era propiedad de "El príncipe mestizo".
En julio de 2007, se anunció que Yates volvería como director. Kloves volvió a escribir el guion después de saltarse la quinta película, con Heyman y David Barron como productores. Watson consideró no regresar para la película, pero finalmente se inscribió después de que Warner Bros. cambió el calendario de producción para adaptarse a las fechas de su examen. El rodaje comenzó el 24 de septiembre de 2007, y concluyó el 17 de mayo de 2008. Aunque Radcliffe, Gambon y Jim Broadbent (Slughorn) comenzaron a rodar a finales de septiembre de 2007, otros miembros del reparto comenzaron mucho más tarde: Watson lo hizo y no comenzó hasta diciembre de 2007, Alan Rickman (Severus Snape) hasta enero de 2008, y Bonham Carter hasta febrero de 2008. Harry Potter y el Príncipe Mestizo tuvo su estreno mundial el 6 de julio de 2009 en Tokio, Japón, y fue lanzado En el Reino Unido y Estados Unidos el 15 de julio.

### Harry Potter y las reliquias de la Muerte: parte 1(2010)
En 1997 Harry, Ron y Hermione abandonan Hogwarts y se dispusieron a buscar y destruir el secreto de la inmortalidad de lord Voldemort: los Horcruxes. El trío experimenta un largo viaje con muchos obstáculos en su camino, incluidos los Mortífagos, los Snatchers, las misteriosas Reliquias de la Muerte y la conexión de Harry con la mente del Señor Oscuro cada vez más fuerte.

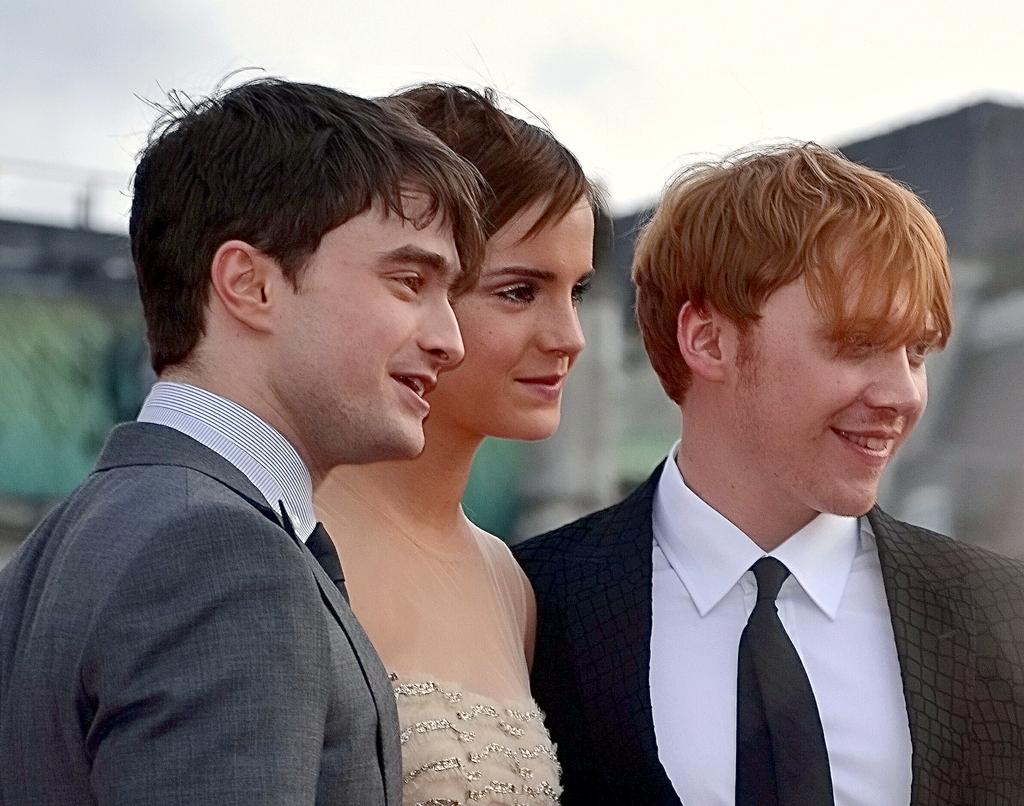
Daniel Radcliffe, Emma Watson y Rupert Grint en el estreno mundial de Las Reliquias de la Muerte: parte 2, el 7 de julio de 2011 en Trafalgar Square en Londres.

Warner Bros., originalmente había programado para un solo estreno teatral, el 13 de marzo de 2008, anunció que la adaptación cinematográfica de Las reliquias de la muerte se dividiría en dos partes para hacer justicia al libro y por respeto a sus admiradores. Se confirmó que Yates, director de las dos películas anteriores, regresó como director, y Kloves se confirmó como guionista. Por primera vez en la serie, Rowling fue reconocida como productora junto a Heyman y Barron, sin embargo, Yates observó que su participación en el proceso de creación de películas no cambió con respecto a las películas anteriores. La preproducción comenzó el 26 de enero de 2009, mientras que la fotografía principal comenzó el 19 de febrero en Leavesden Studios, donde se filmaron las seis entregas anteriores. Pinewood Studios se convirtió en la segunda ubicación de estudio para filmar la séptima película. El estreno de Harry Potter y las reliquias de la muerte: Parte 1 se celebró el 11 de noviembre de 2010 en el Empire, Leicester Square en Londres, y la película se estrenó en el Reino Unido y los Estados Unidos el 19 de noviembre.

### Harry Potter y las reliquias de la Muerte: parte 2(2011)
En 1998 Harry, Ron y Hermione continúan su búsqueda para encontrar y destruir los Horcruxes restantes, mientras Harry se prepara para la batalla final contra Voldemort.
La película fue anunciada en marzo de 2008 como Harry Potter y las reliquias de la muerte: Parte 2, la segunda de las dos partes cinematográficas. También se reveló que Yates dirigiría la película y que Kloves escribiría el guion. Kloves comenzó a trabajar en el guion de la segunda parte en abril de 2009, después de que se completó el guion de la primera parte. Las reliquias de la muerte - Parte 2 fue filmada consecutivamente con Las reliquias de la muerte - Parte 1 desde el 19 de febrero de 2009 hasta el 12 de junio de 2009, y tratadas como si fueran una sola película durante la fotografía principal. Se confirmó que los reencuentros comenzarán en el invierno de 2010 para la final de la película y las escenas de epílogo, que originalmente tuvieron lugar en la estación de London King's Cross. La filmación tuvo lugar en Leavesden Studios el 21 de diciembre de 2010, que marcó el final de la serie de Harry Potter después de diez años de filmación.
La película tuvo su estreno mundial el 7 de julio de 2011 en Trafalgar Square en Londres y un estreno en Estados Unidos el 11 de julio en el Lincoln Center de Nueva York. Aunque filmada en 2D, la película se convirtió a 3D en la postproducción y se lanzó en RealD 3D e IMAX 3D, se convirtió en la primera película de la serie que se lanzó en este formato. La película fue estrenada el 15 de julio en el Reino Unido y los Estados Unidos.

## Películas deAnimales fantásticos
| Película                                          | Fecha de estreno        | Director    | Guionista(s)                 | Productores                                                          |
| ------------------------------------------------- | ----------------------- | ----------- | ---------------------------- | -------------------------------------------------------------------- |
| Animales fantásticos y dónde encontrarlos         | 18 de noviembre de 2016 | David Yates | J. K. Rowling                | David Heyman, J. K. Rowling, Steve Kloves y Lionel Wigram            |
| Animales fantásticos: los crímenes de Grindelwald | 16 de noviembre de 2018 | David Yates | J. K. Rowling                | David Heyman, J. K. Rowling, Steve Kloves y Lionel Wigram            |
| Animales fantásticos: los secretos de Dumbledore  | 15 de abril de 2022     | David Yates | J. K. Rowling y Steve Kloves | David Heyman, J. K. Rowling, Steve Kloves, Lionel Wigram y Tim Lewis |

### Animales fantásticos y dónde encontrarlos(2016)
En 1926, Newt Scamander llega a la ciudad de Nueva York con su maletín mágicamente expandido que alberga a varias criaturas peligrosas y sus hábitats. Cuando algunas criaturas escapan de su maletín, Newt debe luchar para corregir el error, y los horrores del aumento resultante de violencia, miedo y tensión entre las personas mágicas y no mágicas (No-Maj).
El 12 de septiembre de 2013, Warner Bros. anunció que JK Rowling estaba escribiendo un guion basado en su libro Animales Fantásticos y donde encontrarlos, y las aventuras de su autor ficticio Newt Scamander, setenta años antes de las aventuras de Harry Potter. La película marcaría su debut como guionista y está planeada como la primera película de una nueva serie. Según Rowling, después de que Warner Bros. sugirió una adaptación, escribió un borrador del guion en doce días. Le dijo: "No fue un gran borrador, pero sí mostró la forma de cómo podría verse. Así es como empezó todo". En marzo de 2014, se reveló que una serie de cinco películas estaba programada con la primera entrega ambientada en Nueva York. La película ve el regreso del productor David Heyman, así como del escritor Steve Kloves, ambos veteranos de la serie de películas de Potter. En junio de 2015, Eddie Redmayne fue elegido para el papel principal de Newt Scamander, el magizólogo más destacado del mundo mágico. Otros miembros del reparto incluyen a: Katherine Waterston como Tina Goldstein, Alison Sudol como Queenie Goldstein, Dan Fogler como Jacob Kowalski, Ezra Miller como Credence Barebone, Samantha Morton como Mary Lou Barebone, Jenn Murray como Chastity Barebone, Faith Wood-Blagrove como Modestia barebone, y Colin Farrell como Percival Graves. El rodaje comenzó el 17 de agosto de 2015, en los estudios Warner Bros., Leavesden. Después de dos meses, la producción se trasladó a St George's Hall en Liverpool, que se transformó en la ciudad de Nueva York en 1920. Los animales fantásticos y dónde encontrarlos fue lanzada en todo el mundo el 18 de noviembre del 2016.

### Animales fantásticos: los crímenes de Grindelwald(2018)
En 1927 ya han pasado algunos meses desde los eventos Animales Fantásticos y dónde encontrarlos, Gellert Grindelwald ha escapado de su encarcelamiento y ha comenzado a reunir seguidores para su causa: elevar a los magos por encima de todos los seres no mágicos. Dumbledore debe buscar la ayuda de su exalumno Newt para detener a Grindelwald.
La película fue anunciada en marzo de 2014 como la segunda entrega de la serie. En octubre de 2016, se reveló que Yates y Rowling volverían como director, guionista y coproductor, y Redmayne volvería a desempeñar el papel principal de Newt Scamander en todas las películas de la serie. En noviembre de 2016, se confirmó que Johnny Depp tendrá un papel protagonista en la secuela, repitiendo su papel como Gellert Grindelwald desde la primera entrega. Más tarde, ese mismo mes, también se anunció que Albus Dumbledore aparecería en futuras entregas, aunque con un actor más joven para la precuela de la serie de películas. En abril de 2017, se confirmó que Jude Law había sido elegido para el papel. La segunda película tuvo lugar en la ciudad de Nueva York, el Reino Unido y París. El rodaje comenzó el 3 de julio de 2017, en Warner Bros. Studios, Leavesden, y concluyó el 20 de diciembre de 2017. Animales fantásticos: Los Crímenes de Grindelwald se estrenó el 16 de noviembre de 2018.

### Animales fantásticos: los secretos de Dumbledore(2022)
La tercera entrega se estrenó el 12 de abril de 2022.

### Futuro
En octubre de 2016, Rowling anunció que la serie de películas Animales Fantásticos estaría compuesta por cinco películas. En noviembre de 2016, Rowling confirmó que la historia de la serie consistiría en una secuencia de eventos ocurridos entre los años de 1926 y 1945.

## Harry Potter y el legado maldito
En diciembre de 2013, JK Rowling anunció que estaba trabajando en una obra basada en Harry Potter, y en junio de 2015 se tituló oficialmente Harry Potter y el legado maldito. La obra de teatro en dos partes del West End, escrita por el dramaturgo británico Jack Thorne, se basa en una historia original de Thorne, John Tiffany y Rowling. Está dirigida por Tiffany con coreografía de Steven Hoggett, escenografía de Christine Jones, diseño de vestuario de Katrina Lindsay, diseño de iluminación de Neil Austin, música de Imogen Heap y diseño de sonido de Gareth Fry. La historia comienza diecinueve años después de los eventos de las Reliquias de la Muerte y sigue a Harry Potter, ahora empleado del Ministerio de Magia, y a su hijo menor Albus Severus Potter, quien está a punto de asistir a Hogwarts. El 20 de diciembre de 2015, se anunció que Jamie Parker, Noma Dumezweni y Paul Thornley interpretarían a Harry Potter, Hermione Granger y Ron Weasley. La obra debutó en el Palace Theatre, Londres, el 7 de junio de 2016 en avances, con la inauguración oficial el 30 de julio. El guion se publicó en forma de libro el día después del estreno mundial de la obra. La obra comenzó en Broadway en el rediseñado Lyric Theatre , Nueva York, el 22 de abril de 2018. Parker, Dumezweni y Thornley repitieron sus roles en Broadway con Poppy Miller, Sam Clemmett, Alex Price y Anthony Boyle también repitiendo sus roles como Ginny Potter, Albus Potter, Draco Malfoy y Scorpius Malfoy, respectivamente.

## Reparto y personajes recurrentes
Lista de indicadores
Esta sección incluye personajes que aparecerán o han aparecido en múltiples medios del Mundo Mágico.
- Una celda gris vacía indica que el personaje no ha aparecido en más de un medio, o que su presencia oficial aún no ha sido confirmada.
- E indica una aparición no incluida en el montaje final.
- J indica una versión más joven del personaje.
- V indica un rol de voz.

| Personaje                         | Harry Potter (serie cinematográfica)                                                           | Animales fantásticos (serie cinematográfica) | Harry Potter y el legado maldito              | Harry Potter y el legado maldito | Harry Potter (serie de televisión) |  |
| Personaje                         | Harry Potter (serie cinematográfica)                                                           | Animales fantásticos (serie cinematográfica) | West End                                      | Broadway                         | Harry Potter (serie de televisión) |  |
| Personaje                         | 2001-2011                                                                                      | 2016-2022                                    | 2016                                          | 2018                             | 2026                               |  |
| --------------------------------- | ---------------------------------------------------------------------------------------------- | -------------------------------------------- | --------------------------------------------- | -------------------------------- | ---------------------------------- |  |
| Bane                              | Jason Piper                                                                                    |                                              | Nuno Silva                                    | David St. Louis                  |                                    |  |
| Lavender Brown                    | Jessie Cave                                                                                    |                                              |                                               |                                  | Sienna Moosah                      |  |
| Amos Diggory                      | Jeff Rawle                                                                                     |                                              | Barry McCarthy                                | Edward James Hyland              |                                    |  |
| Cedric Diggory                    | Robert Pattinson                                                                               |                                              | Tom Milligan                                  | Benjamin Wheelwright             |                                    |  |
| Albus Dumbledore                  | Richard Harris Michael Gambon                                                                  | Jude Law                                     | Barry McCarthy                                | Edward James Hyland              | John Lithgow                       |  |
| Albus Dumbledore                  | Toby RegboJ                                                                                    |                                              | Barry McCarthy                                | Edward James Hyland              | John Lithgow                       |  |
| Aberforth Dumbledore              | Jim McManus Ciarán Hinds                                                                       | Richard Coyle                                |                                               |                                  |                                    |  |
| Ariana Dumbledore                 | Hebe Beardsall                                                                                 | Hebe Beardsall                               |                                               |                                  |                                    |  |
| Dudley Dursley                    | Harry Melling                                                                                  |                                              | Jack North                                    | Joey LaBrasca                    |                                    |  |
| Petunia Dursley                   | Fiona Shaw                                                                                     |                                              | Helena Lymbery                                | Kathryn Meisle                   | Bel Powley                         |  |
| Vernon Dursley                    | Richard Griffiths                                                                              |                                              | Paul Bentall                                  | Byron Jennings                   | Daniel Rigby                       |  |
| Argus Filch                       | David Bradley                                                                                  |                                              |                                               |                                  | Paul Whitehouse                    |  |
| Seamus Finnigan                   | Devon Murray                                                                                   |                                              |                                               |                                  | Leo Earley                         |  |
| Cornelius Fudge                   | Robert Hardy                                                                                   |                                              |                                               |                                  | Bertie Carvel                      |  |
| Hermione Granger                  | Emma Watson                                                                                    |                                              | Noma Dumezweni                                | Noma Dumezweni                   | Arabella Stanton                   |  |
| Hermione Granger                  | Emma Watson                                                                                    |                                              | Cherrelle SkeeteJ                             | Susan HeywardJ                   | Arabella Stanton                   |  |
| Gellert Grindelwald               | Michael Byrne                                                                                  | Colin Farrell Johnny Depp Mads Mikkelsen     |                                               |                                  |                                    |  |
| Gellert Grindelwald               | Jamie Campbell BowerJ                                                                          |                                              |                                               |                                  |                                    |  |
| Rubeus Hagrid                     | Robbie Coltrane Martin BayfieldJ                                                               |                                              | Chris Jarman                                  | Brian Abraham                    | Nick Frost                         |  |
| Viktor Krum                       | Stanislav Ianevski                                                                             |                                              | Jack North                                    | Joey LaBrasca                    |                                    |  |
| Draco Malfoy                      | Tom Felton                                                                                     |                                              | Alex Price                                    | Alex Price                       | Lox Pratt                          |  |
| Lucius Malfoy                     | Jason Isaacs                                                                                   |                                              |                                               |                                  | Johnny Flynn                       |  |
| Minerva McGonagall                | Maggie Smith                                                                                   | Fiona Glascott                               | Sandy McDade                                  | Geraldine Hughes                 | Janet McTeer                       |  |
| Myrtle la llorona                 | Shirley Henderson                                                                              |                                              | Annabel Baldwin                               | Lauren Nicole Cipoletti          |                                    |  |
| Nagini                            | Hazel Douglas                                                                                  | Claudia Kim                                  |                                               |                                  |                                    |  |
| Parvati Patil                     | Shefali Chowdhury                                                                              |                                              |                                               |                                  | Alessia Leoni                      |  |
| Albus Severus Potter              | Arthur Bowen                                                                                   |                                              | Sam Clemmett                                  | Sam Clemmett                     |                                    |  |
| Harry Potter                      | Daniel Radcliffe                                                                               |                                              | Jamie Parker                                  | Jamie Parker                     | Dominic McLaughlin                 |  |
| James Potter                      | Adrian Rawlins Robbie JarvisJ Alfie McIlwainJ                                                  |                                              | Tom Milligan                                  | Benjamin Wheelwright             |                                    |  |
| Lily Potter                       | Geraldine Somerville Susie ShinnerE J Ellie Darcey-AldenJ                                      |                                              | Annabel Baldwin                               | Lauren Nicole Cipoletti          |                                    |  |
| Lily Luna Potter                  | Daphne de Beistegui                                                                            |                                              | Zoe Brough Cristina Fray Christiana Hutchings | Olivia Bond Brooklyn Shuck       |                                    |  |
| Quirinus Quirrell                 | Ian Hart                                                                                       |                                              |                                               |                                  | Luke Thallon                       |  |
| Newt Scamander                    | Aparición impresa                                                                              | Eddie Redmayne Joshua SheaJ                  |                                               |                                  |                                    |  |
| Severus Snape                     | Alan Rickman Alec HopkinsJ Benedict ClarkeJ                                                    |                                              | Paul Bentall                                  | Byron Jennings                   | Paapa Essiedu                      |  |
| Sombrero Seleccionador            | Leslie PhillipsV                                                                               |                                              | Chris Jarman                                  | Brian Abraham                    |                                    |  |
| Dolores Umbridge                  | Imelda Staunton                                                                                |                                              | Helena Lymbery                                | Kathryn Meisle                   |                                    |  |
| Lord Voldemort Tom Marvolo Riddle | Ian HartV Richard Bremmer Christian CoulsonJ Ralph Fiennes Hero Fiennes-TiffinJ Frank DillaneJ |                                              | Paul Bentall                                  | Byron Jennings                   |                                    |  |
| Ginny Weasley                     | Bonnie Wright                                                                                  |                                              | Poppy Miller                                  | Poppy Miller                     |                                    |  |
| Molly Weasley                     | Julie Walters                                                                                  |                                              |                                               |                                  | Katherine Parkinson                |  |
| Ron Weasley                       | Rupert Grint                                                                                   |                                              | Paul Thornley                                 | Paul Thornley                    | Alastair Stout                     |  |
| Rose Granger-Weasley              | Helena Barlow                                                                                  |                                              | Cherrelle Skeete                              | Susan Heyward                    |                                    |  |

Notas
1. ↑  Michael Gambon sustituyó a Richard Harris como Dumbledore a partir de El prisionero de Azkaban, tras la muerte de Harris.[35]
2. ↑  Acreditado como Barman.
3. ↑  No acreditada en Animales fantásticos.
4. ↑  Colin Farrell interpretó a Gellert Grindelwald en Animales fantásticos y dónde encontrarlos bajo el disfraz de Percival Graves, y Johnny Depp hizo lo propio brevemente pero del personaje sin disfraz.[148]
5. ↑  Aunque se representó principalmente como una serpiente hecha con CGI, Hazel Douglas interpretó a Nagini haciendo de marioneta con el cadáver de Bathilda Bagshot en la película Las reliquias de la Muerte: parte 1.
6. ↑  El nombre Newt Scamander apareció en el Mapa del Merodeador de la película El prisionero de Azkaban.[156]
7. 1 2  Ian Hart, que interpretó a Quirinus Quirrell, puso voz y realizó la captura de movimiento de Voldemort en la película La piedra filosofal. Richard Bremmer también interpretó al personaje en una analepsis de la misma película.[159]

## Banda sonora
| Título                                                                                   | Lanzamiento             | Duración | Compositor          | Discográfica(s)                 |
| ---------------------------------------------------------------------------------------- | ----------------------- | -------- | ------------------- | ------------------------------- |
| Harry Potter y la piedra filosofal (Original Motion Picture Soundtrack)                  | 30 de octubre de 2001   | 73:35    | John Williams       | Warner Sunset Nonesuch Atlantic |
| Harry Potter y la cámara secreta (Original Motion Picture Soundtrack)                    | 12 de noviembre de 2002 | 70:08    | John Williams       | Warner Sunset Nonesuch Atlantic |
| Harry Potter y el prisionero de Azkaban (Soundtrack from the Motion Picture)             | 25 de mayo de 2004      | 68:37    | John Williams       | Warner Sunset Nonesuch Atlantic |
| Harry Potter y el cáliz de fuego (Original Motion Picture Soundtrack)                    | 15 de noviembre de 2005 | 75:58    | Patrick Doyle       | Warner Sunset                   |
| Harry Potter y la Orden del Fénix (Original Motion Picture Soundtrack)                   | 10 de julio de 2007     | 52:22    | Nicholas Hooper     | Warner Sunset                   |
| Harry Potter y el misterio del príncipe (Original Motion Picture Soundtrack)             | 14 de julio de 2009     | 62:40    | Nicholas Hooper     | New Line Records                |
| Harry Potter y las reliquias de la Muerte – Parte 1 (Original Motion Picture Soundtrack) | 16 de noviembre de 2010 | 73:38    | Alexandre Desplat   | WaterTower Music                |
| Harry Potter y las reliquias de la Muerte – Parte 2 (Original Motion Picture Soundtrack) | 12 de julio de 2011     | 68:26    | Alexandre Desplat   | WaterTower Music                |
| Animales fantásticos y dónde encontrarlos (Original Motion Picture Soundtrack)           | 18 de noviembre de 2016 | 72:00    | James Newton Howard | WaterTower Music                |
| Animales fantásticos: Los crímenes de Grindelwald (Original Motion Picture Soundtrack)   | 9 de noviembre de 2018  | 77:17    | James Newton Howard | WaterTower Music                |

## Recepción

### Recaudación
Las once películas del Mundo Mágico recaudaron más de US$9 600 millones en la taquilla mundial, lo que la convirtió en la cuarta franquicia cinematográfica más taquillera de la historia, solo por detrás del Universo cinematográfico de Marvel, las películas de Spider-Man y Star Wars. Las nueve primeras producciones alcanzaron un notable éxito comercial, ya que cada una superó los US$800 millones en ingresos a nivel mundial, y todas, con excepción de El prisionero de Azkaban y la serie de Animales fantásticos, en algún momento formaron parte del listado de las diez películas más taquilleras de todos los tiempos. La saga cinematográfica de Harry Potter constituye la serie más exitosa basada en una única fuente, con una recaudación superior a los US$7 700 millones en cines. El gasto de los consumidores en la franquicia ascendía a más de US$10 000 millones para 2011, incluyendo medios domésticos, que para 2014 se estimaba en una recaudación de US$3 900 millones. Ajustada por inflación, cada entrega de Harry Potter promedia más de US$1 000 millones.
Las reliquias de la Muerte: parte 2 alcanzó más de US$1 300 millones en ingresos, lo que la posicionó como la tercera película más taquillera de todos los tiempos, la más exitosa de la franquicia, la de mayor recaudación del año 2011 y la adaptación literaria más taquillera de la historia. En Estados Unidos y Canadá, estableció récords tanto en ingresos diarios como en su fin de semana de estreno, con US$91 y 169 millones respectivamente. Asimismo, impuso un récord mundial en su fin de semana de apertura con US$483 millones. La piedra filosofal y El cáliz de fuego lideraron la taquilla mundial en 2001 y 2005, respectivamente. La cámara secreta, El prisionero de Azkaban, La Orden del Fénix y El misterio del príncipe ocuparon el segundo lugar en 2002, 2004, 2007 y 2009, respectivamente. Las reliquias de la Muerte: parte 1 cerró 2010 como la tercera más taquillera, después de Toy Story 3 y Alicia en el país de las maravillas. Animales fantásticos y dónde encontrarlos ocupó el octavo puesto en 2016, mientras que Los crímenes de Grindelwald se ubicó décimo en 2018. Por su parte, Los secretos de Dumbledore se convirtió en la primera cinta de la franquicia en quedar fuera del top diez anual.
| Película                            | Fecha de estreno original | Recaudación               | Recaudación               | Recaudación               | Puesto histórico          | Puesto histórico          | Presupuesto               | Ref.                      |
| Película                            | Fecha de estreno original | EE. UU. y Canadá          | Otros territorios         | Mundial                   | EE. UU. y Canadá          | Mundial                   | Presupuesto               | Ref.                      |
| Películas de Harry Potter           | Películas de Harry Potter | Películas de Harry Potter | Películas de Harry Potter | Películas de Harry Potter | Películas de Harry Potter | Películas de Harry Potter | Películas de Harry Potter | Películas de Harry Potter |
| ----------------------------------- | ------------------------- | ------------------------- | ------------------------- | ------------------------- | ------------------------- | ------------------------- | ------------------------- | ------------------------- |
| La piedra filosofal                 | 16 de noviembre de 2001   | $318 886 962              | $709 605 893              | $1 028 492 855            | 98                        | 52                        | $125 millones             | [ 201 ]                   |
| La cámara secreta                   | 15 de noviembre de 2002   | $262 641 637              | $620 126 159              | $882 767 796              | 142                       | 84                        | $100 millones             | [ 202 ]                   |
| El prisionero de Azkaban            | 4 de junio de 2004        | $250 105 651              | $558 375 477              | $808 481 128              | 158                       | 108                       | $130 millones             | [ 203 ]                   |
| El cáliz de fuego                   | 18 de noviembre de 2005   | $290 469 928              | $606 998 279              | $897 468 207              | 124                       | 80                        | $150 millones             | [ 204 ]                   |
| La Orden del Fénix                  | 11 de julio de 2007       | $292 382 727              | $650 489 003              | $942 871 730              | 119                       | 71                        | $150 millones             | [ 205 ]                   |
| El misterio del príncipe            | 15 de julio de 2009       | $302 334 374              | $638 721 689              | $941 056 063              | 109                       | 73                        | $250 millones             | [ 206 ]                   |
| Las reliquias de la Muerte: parte 1 | 19 de noviembre de 2010   | $296 374 621              | $664 483 857              | $960 858 478              | 113                       | 66                        | $250 millones             | [ 209 ]                   |
| Las reliquias de la Muerte: parte 2 | 15 de julio de 2011       | $381 447 587              | $961 057 753              | $1 342 505 340            | 58                        | 20                        | $250 millones             | [ 210 ]                   |
| Películas de Animales fantásticos   |                           |                           |                           |                           |                           |                           |                           |                           |
| Animales fantásticos                | 18 de noviembre de 2016   | $234 037 575              | $582 000                  | $816 037 575              | 178                       | 106                       | $180 millones             | [ 211 ]                   |
| Los crímenes de Grindelwald         | 16 de noviembre de 2018   | $159 555 901              | $496 200 000              | $655 755 901              | 393                       | 170                       | $200 millones             | [ 212 ]                   |
| Los secretos de Dumbledore          | 15 de abril de 2022       | $95 850 844               | $311 300 000              | $407 150 844              | 880                       | 368                       | $200 millones             | [ 214 ]                   |
| Total                               | Total                     | $2 884 087 807            | $6 799 358 110            | 9 683 445 917             | 5                         | 4                         | $1 735 000                | [ 175 ] [ 163 ]           |

Notas
1. ↑  Véase la tabla de recaudaciones.
2. ↑  La primera entrega de Harry Potter alcanzó el puesto 2,[164] la segunda y la quinta el 6,[165][166] la tercera el 14,[167] la cuarta y la sexta el 8,[168][169] la séptima el 10[170] y la octava el 3.[171] En cuanto a Animales Fantásticos, la primera entrega alcanzó el puesto 59,[172] la segunda el 126[173] y la tercera el 323.[174]
3. 1 2  Las cifras están expresadas en dólares estadounidenses.[197]
4. ↑  En el caso de las películas de Harry Potter, al sumar las cifras indicadas en las columnas de 'EE. UU. y Canadá' y 'Otros territorios', no se alcanza el total reportado en 'Mundial' (cifras de la referencia correspondiente a cada entrega). Por ello, la cifra mostrada en 'Otros territorios' ha sido tomada de la lista de películas con mayores ingresos a nivel mundial elaborada por Box Office Mojo.[198] Esta práctica permite que la suma coincida con el total global. Internet Movie Database ha explicado que esta discrepancia se debe a que, en algunos casos, solo reciben el monto final acumulado de la recaudación de una película una vez finalizado su periodo de exhibición en salas, usualmente algún tiempo después de que se interrumpen las actualizaciones diarias de taquilla.[199]

### Respuesta crítica y de público
Todas las películas han sido un éxito comercial y la mayoría un éxito crítico, haciendo de la franquicia uno de los principales "Polos en las tiendas" junto con James Bond, Star Wars, Indiana Jones y Piratas del Caribe. La serie de Harry Potter es notada por el público por ser cada vez más oscura y madura a medida que se estrena cada película.
| Película                                            | Rotten Tomatoes           | Metacritic                | CinemaScore               |
| Películas de Harry Potter                           | Películas de Harry Potter | Películas de Harry Potter | Películas de Harry Potter |
| --------------------------------------------------- | ------------------------- | ------------------------- | ------------------------- |
| Harry Potter y la piedra filosofal                  | 81% (195 críticas)        | 64 (36 críticas)          | A                         |
| Harry Potter y la cámara secreta                    | 82% (234 críticas)        | 63 (35 críticas)          | A+                        |
| Harry Potter y el prisionero de Azkaban             | 90% (255 críticas)        | 82 (40 críticas)          | A                         |
| Harry Potter y el cáliz de fuego                    | 88% (250 críticas)        | 81 (38 críticas)          | A                         |
| Harry Potter y la Orden del Fénix                   | 77% (247 críticas)        | 71 (37 críticas)          | A−                        |
| Harry Potter y el misterio del príncipe             | 83% (272 críticas)        | 78 (36 críticas)          | A−                        |
| Harry Potter y las reliquias de la Muerte – Parte 1 | 78% (272 críticas)        | 65 (42 críticas)          | A                         |
| Harry Potter y las reliquias de la Muerte – Parte 2 | 96% (322 críticas)        | 87 (41 críticas)          | A                         |
| Películas de Animales fantásticos                   |                           |                           |                           |
| Animales fantásticos y dónde encontrarlos           | 75% (316 críticas)        | 66 (50 críticas)          | A                         |
| Animales fantásticos: Los crímenes de Grindelwald   | 37% (295 críticas)        | 52 (48 críticas)          | B+                        |
| Animales fantásticos: los secretos de Dumbledore    | 46% (234 críticas)        | 47 (49 críticas)          | B+                        |
| Promedio                                            | 78%                       | 70                        | A                         |

### Reconocimientos

#### Premios Óscar
Siete de las diez películas fueron nominadas para un total de 14 Premios Óscar. Animales fantásticos y dónde encontrarlos ganó el premio al Mejor diseño de vestuario en 2017, convirtiéndose en la primera película de la franquicia del mundo mágico en ganar un premio de la Academia. Antes de la victoria en 2017, la franquicia era la franquicia más despreciada y de mayor recaudación de todos los tiempos en los Premios de la Academia, con 12 nominaciones y cero victorias.
| Película                                  | Mejor diseño de vestuario | Mejor diseño de producción | Mejor banda sonora original | Mejores efectos visuales | Mejor montaje | Mejor maquillaje |
| ----------------------------------------- | ------------------------- | -------------------------- | --------------------------- | ------------------------ | ------------- | ---------------- |
| La piedra filosofal                       | nominado                  | Nominado                   | Nominado                    |                          |               |                  |
| El prisionero de Azkaban                  |                           |                            | Nominado                    | Nominado                 |               |                  |
| El cáliz de fuego                         |                           | Nominado                   |                             |                          |               |                  |
| El misterio del príncipe                  |                           |                            |                             |                          | Nominado      |                  |
| Las reliquias de la Muerte – Parte 1      |                           | Nominado                   |                             | Nominado                 |               |                  |
| Las reliquias de la Muerte – Parte 2      |                           | Nominado                   |                             | Nominado                 |               | Nominado         |
| Animales fantásticos y dónde encontrarlos | Ganador                   | Nominado                   |                             |                          |               |                  |

#### Premios BAFTA
La franquicia ha obtenido un total de 32 nominaciones en los Premios BAFTA, de la Academia Británica de las Artes Cinematográficas y de la Televisión presentados anualmente, ganando tres. En la 64.ª edición de los Premios de la Academia Británica de Cine en febrero de 2011, Rowling, los productores Heyman y Barron, junto con los directores Yates, Newell y Cuarón, obtuvieron el Premio Michael Balcon por su destacada contribución británica al cine en honor al ciclo de cine de Harry Potter. La serie de Harry Potter también fue reconocida por los Premios Britannia de Los Ángeles BAFTA, y Yates ganó el Premio Britannia a la Excelencia Artística en Dirección por sus cuatro películas de Harry Potter.
| Película                                  | Mejor película británica | Mejor actor de reparto     | Mejor diseño de maquillaje | Mejor diseño de producción | Mejor maquillaje | Mejor sonido | Mejores efectos visuales |
| ----------------------------------------- | ------------------------ | -------------------------- | -------------------------- | -------------------------- | ---------------- | ------------ | ------------------------ |
| La piedra filosofal                       | Nominado                 | Nominado (Robbie Coltrane) | Nominado                   | Nominado                   | Nominado         | Nominado     | Nominado                 |
| La cámara secreta                         |                          |                            |                            | Nominado                   |                  | Nominado     | Nominado                 |
| El prisionero de Azkaban                  | Nominado                 |                            |                            | Nominado                   | Nominado         |              | Nominado                 |
| El cáliz de fuego                         |                          |                            |                            | Ganador                    | Nominado         |              | Nominado                 |
| La Orden del Fénix                        |                          |                            |                            | Nominado                   |                  |              | Nominado                 |
| El misterio del príncipe                  |                          |                            |                            | Nominado                   |                  |              | Nominado                 |
| Las reliquias de la Muerte – Parte 1      |                          |                            |                            |                            | Nominado         |              | Nominado                 |
| Las reliquias de la Muerte – Parte 2      |                          |                            |                            | Nominado                   | Nominado         | Nominado     | Ganador                  |
| Animales fantásticos y dónde encontrarlos | Nominado                 |                            | Nominado                   | Ganador                    |                  | Nominado     | Nominado                 |
| Los crímenes de Grindelwald               |                          |                            |                            | [ 263 ]                    |                  |              | [ 263 ]                  |

#### Premios Grammy
La franquicia ha recibido un total de seis nominaciones a los Premios Grammy, todas para películas de la serie de Harry Potter.
| Película                             | Mejor banda sonora | Mejor composición instrumental |
| ------------------------------------ | ------------------ | ------------------------------ |
| La piedra filosofal                  | Nominado           | Nominado                       |
| La cámara secreta                    | Nominado           |                                |
| El prisionero de Azkaban             | Nominado           |                                |
| El misterio del príncipe             | Nominado           |                                |
| Las reliquias de la Muerte – Parte 2 | Nominado           |                                |

#### Premios Laurence Olivier
Harry Potter y el niño maldito obtuvo once nominaciones a los Premios Laurence Olivier en la ceremonia de 2017, empatando con el récord establecido en 2008 por Hairspray y ganando con un récord de nueve: Mejor interpretación, Mejor Director, Mejor Actor (Jamie Parker), Mejor Actriz en un rol de apoyo (Noma Dumezweni), mejor actor en un rol de apoyo (Anthony Boyle), mejor diseño de vestuario, mejor diseño de escenografía, mejor diseño de sonido y mejor diseño de iluminación. La producción de Londres también fue nominada para Mejor coreógrafia teatral y logró sobresaliente en música.

#### Premios Tony
Harry Potter y el niño maldito recibió diez nominaciones en los 72° Premios Tony, ganando seis premios: Mejor Obra, Mejor Diseño Escénico de Obra, Mejor Diseño de Vestuario en una Obra, Mejor Diseño de Iluminación en una Obra, Mejor Diseño de Sonido de una Obra y Mejor Dirección de una Obra. La obra también fue nominada a Mejor interpretación de un actor principal en una obra (Parker), Mejor interpretación por un actor destacado en una obra (Boyle), Mejor interpretación por una actriz destacada en una obra (Dumezweni) y Mejor coreografía.

## Medios externos

### Pottermore
En junio de 2011, Rowling lanzó un nuevo sitio web anunciando un próximo proyecto llamado Pottermore, donde se concentrarían todos los proyectos futuros de Harry Potter y todas las descargas electrónicas. Pottermore se abrió al público en general el 14 de abril de 2012. Pottermore permite que los usuarios se clasifiquen, sean seleccionados por su varita y jueguen varios minijuegos. El propósito principal del sitio web era permitir al usuario recorrer la historia con acceso a contenido no revelado anteriormente por J. K. Rowling, con más de 18,000 palabras de información sobre personajes, lugares y objetos en el universo de Harry Potter . En septiembre de 2015, el sitio web lanzó un sitio de nuevo diseño que contenía noticias, artículos y artículos, además de los escritos inéditos de Rowling, y eliminó algunos artículos, como las ilustraciones interactivas de Moment, la Copa de la Casa y la ceremonia de clasificación. Posteriormente, el 28 de enero de 2016, se lanzó una Ceremonia de clasificación de nuevo diseño en la que los usuarios pueden reclamar su antigua casa o ser re-ordenados.

### Parques temáticos de atracciones
El mundo mágico de Harry Potter es una cadena de atracciones y áreas temáticas en el Universal Parks & Resorts que se basa en la franquicia de Harry Potter, adaptando elementos de la serie de películas y novelas originales de Rowling. Las áreas fueron diseñadas por Universal Creative bajo una licencia exclusiva con Warner Bros. Entertainment. Se inauguró el 18 de junio de 2010 como una expansión del parque temático Islands of Adventure en Universal Orlando Resort en Orlando, Florida, y el 8 de julio de 2014 en Universal Studios Florida, el parque temático.
El 15 de julio de 2014, El mundo mágico de Harry Potter se inauguró en el parque temático Universal Studios Japan en Osaka, Japón. Incluye la aldea de Hogsmeade, el viaje de Harry Potter y el viaje prohibido, y la montaña rusa del vuelo del hipogrifo. El 7 de abril de 2016, El mundo mágico de Harry Potter abrió sus puertas en el parque temático Universal Studios Hollywood, cerca de Los Ángeles, California.

### Libros
| Título                                                                                               | Fecha de publicación     | Escritor                                       | Ref.    |
| --- | ------------------------ | ---------------------------------------------- | ------- |
| J.K. Rowling's Wizarding World: Movie Magic Volume One – Extraordinary People and Fascinating Places | 18 de octubre de 2016    | Jody Revenson                                  | [ 287 ] |
| J.K. Rowling's Wizarding World: A Pop-up Gallery of Curiosities                                      | 1 de noviembre de 2016   | James Diaz (ilustrado por Sergio Gómez Silván) | [ 287 ] |
| J.K. Rowling's Wizarding World: Movie Magic Volume Two – Curious Creatures                           | 14 de marzo de 2017      | Ramin Zahed                                    | [ 288 ] |
| J.K. Rowling's Wizarding World: Magical Film Projections – Creatures                                 | 4 de abril de 2017       | Compilado por Insight Editions                 | [ 289 ] |
| J.K. Rowling's Wizarding World: The Dark Arts – A Movie Scrapbook                                    | 6 de junio de 2017       | Jody Revenson                                  | [ 290 ] |
| Harry Potter: Magical Film Projections – Patronus Charm                                              | 4 de julio de 2017       | Insight Editions                               | [ 291 ] |
| J.K. Rowling's Wizarding World: Movie Magic Volume Three – Amazing Artifacts                         | 27 de septiembre de 2017 | Bonnie Burton                                  | [ 292 ] |

### Videojuegos
| Título                                                  | Fecha de lanzamiento en Estados Unidos | Distribuidora                          | Desarrolladora                         | Plataforma                                                            | Plataforma                                                        | Plataforma   |
| Título                                                  | Fecha de lanzamiento en Estados Unidos | Distribuidora                          | Desarrolladora                         | Consolas                                                              | Dispositivos de mano                                              | Móvil        |
| Videojuegos                                             | Videojuegos                            | Videojuegos                            | Videojuegos                            | Videojuegos                                                           | Videojuegos                                                       | Videojuegos  |
| ------------------------------------------------------- | -------------------------------------- | -------------------------------------- | -------------------------------------- | --------------------------------------------------------------------- | ----------------------------------------------------------------- | ------------ |
| Lego Creator: Harry Potter                              | 26 de octubre de 2001                  | Lego Software                          | Superscape                             | Microsoft Windows                                                     | –                                                                 | –            |
| Harry Potter y la piedra filosofal                      | 15 de noviembre de 2001                | Electronic Arts                        | Argonaut Games                         | PlayStation                                                           | –                                                                 | –            |
| Harry Potter y la piedra filosofal                      | 15 de noviembre de 2001                | Electronic Arts                        | KnowWonder                             | Microsoft Windows                                                     | Game Boy Color                                                    | –            |
| Harry Potter y la piedra filosofal                      | 15 de noviembre de 2001                | Electronic Arts                        | Griptonite Games                       | –                                                                     | Game Boy Advance                                                  | –            |
| Harry Potter y la piedra filosofal                      | 28 de febrero de 2002                  | Aspyr                                  | Westlake Interactive                   | macOS                                                                 | –                                                                 | –            |
| Harry Potter y la piedra filosofal                      | 9 de diciembre de 2003                 | Electronic Arts                        | Warthog                                | GameCube, PlayStation 2, Xbox                                         | –                                                                 | –            |
| Harry Potter y la cámara secreta                        | 5 de noviembre de 2002                 | Electronic Arts                        | EA UK                                  | PlayStation 2                                                         | –                                                                 | –            |
| Harry Potter y la cámara secreta                        | 5 de noviembre de 2002                 | Electronic Arts                        | Eurocom                                | GameCube, Xbox                                                        | Game Boy Advance                                                  | –            |
| Harry Potter y la cámara secreta                        | 5 de noviembre de 2002                 | Electronic Arts                        | Argonaut Games                         | PlayStation                                                           | –                                                                 | –            |
| Harry Potter y la cámara secreta                        | 5 de noviembre de 2002                 | Electronic Arts                        | Griptonite Games                       | –                                                                     | Game Boy Color                                                    | –            |
| Harry Potter y la cámara secreta                        | 14 de noviembre de 2002                | Electronic Arts                        | KnowWonder                             | Microsoft Windows                                                     | –                                                                 | –            |
| Harry Potter y la cámara secreta                        | 16 de abril de 2003                    | Aspyr                                  | Westlake Interactive                   | macOS                                                                 | –                                                                 | –            |
| Lego Creator: Harry Potter y la cámara secreta          | 15 de noviembre de 2002                | Electronic Arts Lego Interactive       | Qube Software                          | Microsoft Windows                                                     | –                                                                 | –            |
| Harry Potter: Quidditch World Cup                       | 28 de octubre de 2003                  | Electronic Arts                        | Magic Pockets                          | PlayStation 2                                                         | Game Boy Advance                                                  | –            |
| Harry Potter: Quidditch World Cup                       | 28 de octubre de 2003                  | Electronic Arts                        | EA UK                                  | GameCube, Microsoft Windows, Xbox                                     | –                                                                 | –            |
| Harry Potter y el prisionero de Azkaban                 | 25 de mayo de 2004                     | Electronic Arts                        | KnowWonder                             | Microsoft Windows                                                     | –                                                                 | –            |
| Harry Potter y el prisionero de Azkaban                 | 25 de mayo de 2004                     | Electronic Arts                        | Griptonite Games                       | –                                                                     | Game Boy Advance                                                  | –            |
| Harry Potter y el prisionero de Azkaban                 | 2 de junio de 2004                     | Electronic Arts                        | EA UK                                  | GameCube, PlayStation 2, Xbox                                         | –                                                                 | –            |
| Harry Potter: Find Scabbers                             | 19 de agosto de 2005                   | Warner Bros. Digital Distribution      | –                                      | –                                                                     | –                                                                 | Varios       |
| Harry Potter y el cáliz de fuego                        | 8 de noviembre de 2005                 | Electronic Arts                        | EA UK                                  | GameCube, Microsoft Windows, PlayStation 2, Xbox                      | PlayStation Portable                                              | –            |
| Harry Potter y el cáliz de fuego                        | 8 de noviembre de 2005                 | Electronic Arts                        | Magic Pockets                          | –                                                                     | Game Boy Advance, Nintendo DS                                     | –            |
| Harry Potter y la Orden del Fénix                       | 15 de junio de 2007                    | EA Mobile                              | EA Mobile                              | –                                                                     | –                                                                 | Varios       |
| Harry Potter y la Orden del Fénix                       | 25 de junio de 2007                    | Electronic Arts                        | EA UK                                  | Microsoft Windows, PlayStation 2, PlayStation 3, Xbox 360, Wii        | PlayStation Portable                                              | –            |
| Harry Potter y la Orden del Fénix                       | 25 de junio de 2007                    | Electronic Arts                        | Visual Impact                          | –                                                                     | Nintendo DS                                                       | –            |
| Harry Potter y la Orden del Fénix                       | 10 de julio de 2007                    | Electronic Arts                        | EA UK                                  | –                                                                     | Game Boy Advance                                                  | –            |
| Harry Potter y la Orden del Fénix                       | 17 de agosto de 2007                   | Electronic Arts                        | EA UK                                  | macOS                                                                 | –                                                                 | –            |
| Harry Potter: Mastering Magic                           | 30 de marzo de 2008                    | EA Mobile                              | EA Mobile                              | –                                                                     | –                                                                 | Varios       |
| Harry Potter y el misterio del príncipe                 | 30 de junio de 2009                    | Electronic Arts                        | EA Bright Light                        | Microsoft Windows, PlayStation 2, PlayStation 3, Xbox 360, Wii, macOS | Nintendo DS, PlayStation Portable                                 | –            |
| Harry Potter y el misterio del príncipe                 | 30 de junio de 2009                    | EA Mobile                              | EA Mobile                              | –                                                                     | –                                                                 | Varios       |
| Lego Harry Potter: Years 1–4                            | 29 de junio de 2010                    | Warner Bros. Interactive Entertainment | TT Games                               | Microsoft Windows, PlayStation 3, Xbox 360, Wii                       | –                                                                 | –            |
| Lego Harry Potter: Years 1–4                            | 29 de junio de 2010                    | Warner Bros. Interactive Entertainment | TT Fusion                              | –                                                                     | Nintendo DS, PlayStation Portable                                 | –            |
| Lego Harry Potter: Years 1–4                            | 19 de noviembre de 2010                | Warner Bros. Interactive Entertainment | TT Fusion                              | –                                                                     | –                                                                 | iOS          |
| Lego Harry Potter: Years 1–4                            | 5 de enero de 2011                     | Feral Interactive                      | Feral Interactive Open Planet Software | macOS                                                                 | –                                                                 | –            |
| Lego Harry Potter: Years 1–4                            | 27 de septiembre de 2016               | Warner Bros. Interactive Entertainment | TT Fusion                              | –                                                                     | –                                                                 | Android      |
| Lego Harry Potter: Years 1–4                            | 18 de octubre de 2016                  | Warner Bros. Interactive Entertainment | TT Games                               | PlayStation 4                                                         | –                                                                 | –            |
| Lego Harry Potter: Years 1–4                            | 30 de octubre de 2018                  | Warner Bros. Interactive Entertainment | TT Games                               | Xbox One, Nintendo Switch                                             | –                                                                 | –            |
| Harry Potter y las reliquias de la Muerte – Parte 1     | 16 de noviembre de 2010                | Electronic Arts                        | EA Bright Light                        | Microsoft Windows, PlayStation 3, Xbox 360, Wii                       | –                                                                 | –            |
| Harry Potter y las reliquias de la Muerte – Parte 1     | 16 de noviembre de 2010                | Electronic Arts                        | Full Fat                               | –                                                                     | Nintendo DS                                                       | –            |
| Harry Potter y las reliquias de la Muerte – Parte 1     | 16 de noviembre de 2010                | EA Mobile                              | EA Mobile                              | –                                                                     | –                                                                 | Varios       |
| Harry Potter y las reliquias de la Muerte – Parte 2     | 11 de julio de 2011                    | Gameloft                               | Gameloft                               | –                                                                     | –                                                                 | Varios       |
| Harry Potter y las reliquias de la Muerte – Parte 2     | 12 de julio de 2011                    | Electronic Arts                        | EA Bright Light                        | Microsoft Windows, PlayStation 3, Xbox 360, Wii                       | –                                                                 | –            |
| Harry Potter y las reliquias de la Muerte – Parte 2     | 12 de julio de 2011                    | Electronic Arts                        | Full Fat                               | –                                                                     | Nintendo DS                                                       | –            |
| Lego Harry Potter: Years 5–7                            | 11 de noviembre de 2011                | Warner Bros. Interactive Entertainment | TT Games                               | Microsoft Windows, PlayStation 3, Xbox 360, Wii                       | –                                                                 | –            |
| Lego Harry Potter: Years 5–7                            | 11 de noviembre de 2011                | Warner Bros. Interactive Entertainment | TT Fusion                              | –                                                                     | Nintendo DS, PlayStation Portable, Nintendo 3DS, PlayStation Vita | –            |
| Lego Harry Potter: Years 5–7                            | 7 de marzo de 2012                     | Feral Interactive                      | TT Games                               | macOS                                                                 | –                                                                 | –            |
| Lego Harry Potter: Years 5–7                            | 3 de mayo de 2012                      | Warner Bros. Interactive Entertainment | TT Fusion                              | –                                                                     | –                                                                 | iOS          |
| Lego Harry Potter: Years 5–7                            | 27 de septiembre de 2016               | Warner Bros. Interactive Entertainment | TT Fusion                              | –                                                                     | –                                                                 | Android      |
| Lego Harry Potter: Years 5–7                            | 18 de octubre de 2016                  | Warner Bros. Interactive Entertainment | TT Games                               | PlayStation 4                                                         | –                                                                 | –            |
| Lego Harry Potter: Years 5–7                            | 30 de octubre de 2018                  | Warner Bros. Interactive Entertainment | TT Games                               | Xbox One, Nintendo Switch                                             | –                                                                 | –            |
| Animales fantásticos: Cases From the Wizarding World    | 17 de noviembre de 2016                | Warner Bros. Interactive Entertainment | Mediatonic WB Games San Francisco      | –                                                                     | –                                                                 | iOS, Android |
| Harry Potter: Hogwarts Mystery                          | 25 de abril de 2018                    | Jam City                               | Jam City                               | –                                                                     | –                                                                 | iOS, Android |
| Juegos de captura de movimiento                         |                                        |                                        |                                        |                                                                       |                                                                   |              |
| Harry Potter for Kinect                                 | 9 de octubre de 2012                   | Warner Bros. Interactive Entertainment | Eurocom                                | Xbox 360                                                              | –                                                                 | –            |
| Juegos de realidad aumentada                            |                                        |                                        |                                        |                                                                       |                                                                   |              |
| Book of Spells                                          | 13 de noviembre de 2012                | Sony Computer Entertainment            | SCE London Studio                      | PlayStation 3                                                         | –                                                                 | –            |
| Book of Potions                                         | 12 de noviembre de 2013                | Sony Computer Entertainment            | SCE London Studio                      | PlayStation 3                                                         | –                                                                 | –            |
| Harry Potter: Wizards Unite                             | [ 345 ]                                | Niantic                                | Niantic WB Games San Francisco         | –                                                                     | –                                                                 | iOS, Android |
| Juegos de realidad virtual                              |                                        |                                        |                                        |                                                                       |                                                                   |              |
| Animales fantásticos y dónde encontrarlos VR Experience | 10 de noviembre de 2016                | Warner Bros. Interactive Entertainment | Framestore                             | –                                                                     | Google Daydream                                                   | –            |
| Animales fantásticos y dónde encontrarlos VR Experience | 23 de enero de 2018                    | Warner Bros. Interactive Entertainment | Framestore                             | –                                                                     | HTC Vive, Oculus Rift, Samsung Gear VR                            | –            |